# Дева (Тренто)
Дева је насеље у Италији у округу Тренто, региону Трентино-Јужни Тирол.
Према процени из 2011. у насељу је живело 25 становника. Насеље се налази на надморској висини од 268 м.